# Фінал кубка Італії з футболу 1968
Фінал Кубка Італії з футболу 1968 — фінальний груповий турнір розіграшу Кубка Італії сезону 1967—1968, в якому зустрічались «Мілан», «Інтернаціонале», «Болонья» та «Торіно». Матчі відбулись з 13 до 30 червня 1968 року.

## Шлях до фіналу
Детальніше у статті Кубок Італії з футболу 1967—1968

## Матчі

### Інтернаціонале - Болонья
| 13 червня 1968 |

| «Інтернаціонале»                          | 3:3 | «Болонья»                        |
| ----------------------------------------- | --- | -------------------------------- |
| Ардіццон 55' (аг) Капелліні 68' Бедін 75' |     | Тенторіо 3' Паче 42' Клерічі 51' |

|  |

### Торіно - Мілан
| 13 травня 1968 |

| «Торіно» | 0:0 | «Мілан» |
| -------- | --- | ------- |
|          |     |         |

|  |

### Болонья - Торіно
| 16 червня 1968 |

| «Болонья» | 1:1 | «Торіно»      |
| --------- | --- | ------------- |
| Турра 63' |     | Янич 58' (аг) |

|  |

### Інтернаціонале - Мілан
| 16 червня 1968 |

| «Інтернаціонале» | 0:0 | «Мілан»      |
| ---------------- | --- | ------------ |
| Ландіні 51'      |     | Лонджоні 67' |

|  |

### Мілан - Болонья
| 19 червня 1968 |

| «Мілан»               | 2:1 | «Болонья» |
| --------------------- | --- | --------- |
| Праті 42' Сормані 89' |     | Паче 7'   |

|  |

### Торіно - Інтернаціонале
| 19 червня 1968 |

| «Торіно»       | 1:0 | «Інтернаціонале» |
| -------------- | --- | ---------------- |
| Дотті 28' (аг) |     |                  |

|  |

### Болонья - Інтернаціонале
| 23 червня 1968 |

| «Болонья» | 0:2 | «Інтернаціонале»       |
| --------- | --- | ---------------------- |
|           |     | Суарес 6' Факкетті 30' |

|  |

### Мілан - Торіно
| 23 червня 1968 |

| «Мілан»  | 1:1 | «Торіно»   |
| -------- | --- | ---------- |
| Праті 6' |     | Факкін 86' |

|  |

### Мілан - Інтернаціонале
| 26 червня 1968 |

| «Мілан»                                          | 4:2 | «Інтернаціонале»      |
| ------------------------------------------------ | --- | --------------------- |
| Сормані 30' Хамрін 52' Шнеллінгер 78' Розато 86' |     | Нільсен 3' Акіллі 66' |

|  |

### Торіно - Болонья
| 26 червня 1968 |

| «Торіно»                               | 4:0 | «Болонья» |
| -------------------------------------- | --- | --------- |
| Ферріні 10', 14' Факкін 44' Комбен 73' |     |           |

|  |

### Болонья - Мілан
| 30 червня 1968 |

| «Болонья»                     | 2:1 | «Мілан»   |
| ----------------------------- | --- | --------- |
| Шнеллінгер 46' (аг) Турра 88' |     | Праті 61' |

|  |

### Інтернаціонале - Торіно
| 30 червня 1968 |

| «Інтернаціонале» | 0:2 | «Торіно»               |
| ---------------- | --- | ---------------------- |
|                  |     | Фоззаті 17' Комбен 45' |

|  |

## Турнірна таблиця
| М  | Команда        | І | В | Н | П | МЗ | МП | РМ | О |
| -- | -------------- | - | - | - | - | -- | -- | -- | - |
| 1. | Торіно         | 6 | 3 | 3 | 0 | 9  | 2  | +7 | 9 |
| 2. | Мілан          | 6 | 2 | 3 | 1 | 8  | 6  | +2 | 7 |
| 3. | Інтернаціонале | 6 | 1 | 2 | 3 | 7  | 10 | −3 | 4 |
| 4. | Болонья        | 6 | 1 | 2 | 3 | 7  | 13 | −6 | 4 |

## Склад володарів кубка,ФК «Торіно»
Воротарі:
Франко Саттоло
Лідо Вієрі
Захисники:
Еддо Карлет
Анджело Черезер
Наталіно Фоззаті
Лучано Лімена
Фабріціо Полетті
Джорджо Пуя
Маріо Треббі
Півзахисники:
Альдо Агроппі
Бруно Болкі
Ренцо Корні
Сандро Крівеллі
Джорджо Ферріні
Рубен Меріджі
Джамбаттіста Москіно
Нападники:
Енріко Альбріджі
П'єтро Байзі
Альберто Кареллі
Нестор Комбен
Карло Факкін
Луїджі Мероні
Тренер:
Едмондо Фаббрі